# Liste des modules lunaires Apollo

## Modules lunaires Apollo ayant volé ou étant destinés à voler
| Numéro de série | Nom        | Mission Apollo  | Date de lancement | Informations, dont localisation actuelle | Photographie |
| --- | ---------- | --------------- | ----------------- | --- | ------------ |
| LM-1 |            | Apollo 5        | 22 janvier 1968   | - Lancé par une fusée Saturn IB puis testé en orbite terrestre (sans équipage) ; - les deux étages se sont désintégrés séparément lors de leur rentrée dans l'atmosphère (étage de descente : 24 janvier ; étage de remontée : 12 février). |              |
| LM-2 |            | N'a jamais volé | N'a jamais volé   | Conçu pour être testé lors d'un second vol inhabité (vol annulé) ; - exposé au National Air and Space Museum, Washington, DC |              |
| LM-3 | Spider     | Apollo 9        | 3 mars 1969       | - Testé en orbite terrestre par deux astronautes (McDivitt et Schweickart) ; - les deux étages se sont désintégrés séparément lors de leur rentrée dans l'atmosphère.                                                                       |              |
| LM-4 | Snoopy     | Apollo 10       | 18 mai 1969       | - Testé en orbite lunaire par deux astronautes (Stafford et Cernan) ; - l'étage de descente s'est écrasé sur la Lune ; - l'étage de remontée est en orbite autour du Soleil. Il a possiblement été retrouvé en 2019.                        |              |
| LM-5 | Eagle      | Apollo 11       | 16 juillet 1969   | - L'étage de descente est posé sur la Lune (Armstrong et Aldrin, premiers humains à fouler son sol) ; - l'étage de remontée, laissé en orbite lunaire, s'est finalement écrasé sur la Lune.                                                 |              |
| LM-6 | Intrepid   | Apollo 12       | 14 novembre 1969  | - L'étage de descente est posé sur la Lune (équipage : Conrad et Bean) ; - l'étage de remontée s'est écrasé volontairement sur la Lune. |              |
| LM-7 | Aquarius   | Apollo 13       | 11 avril 1970     | À la suite d'un accident dans le module de service, a été utilisé par les trois astronautes comme chaloupe de sauvetage ; puis, au terme de la mission, s'est désintégré lors de sa rentrée dans l'atmosphère terrestre.                    |              |
| LM-8 | Antares    | Apollo 14       | 31 janvier 1971   | - L'étage de descente est posé sur la Lune (équipage : Shepard et Mitchell) ; - l'étage de remontée s'est écrasé volontairement sur la Lune.                                                                                                |              |
| LM-9 |            | N'a jamais volé | N'a jamais volé   | - Initialement prévu pour la mission Apollo 15 ; - remplacé par LM-10 pour pouvoir emporter le premier LRV ; - exposé au Centre spatial Kennedy (Centre Apollo/Saturn V).                                                                   |              |
| LM-10 | Falcon     | Apollo 15       | 26 juillet 1971   | - L'étage de descente est posé sur la Lune (équipage : Scott et Irwin) ; - l'étage de remontée s'est écrasé volontairement sur la Lune. |              |
| LM-11 | Orion      | Apollo 16       | 16 avril 1972     | - L'étage de descente est posé sur la Lune (équipage : Young et Duke) ; - à la suite d'un oubli de procédure de l'équipage, l'étage de remontée est resté en orbite autour de la Lune mais s'est finalement écrasé un an plus tard.         |              |
| LM-12 | Challenger | Apollo 17       | 7 décembre 1972   | - L'étage de descente est posé sur la Lune (équipage : Cernan et Schmitt) ; - l'étage de remontée s'est écrasé volontairement sur la Lune.                                                                                                  |              |
| LM-13 |            | N'a pas volé    | N'a pas volé      | Conçu pour Apollo 18, mission annulée en septembre 1970 ; - construction inachevée ; restauré et exposé au Musée du berceau de l'aviation (en) à New York ; - le visiteur peut découvrir l'intérieur du cockpit (photo).                    |              |
| LM-14 |            | N'a pas volé    | N'a pas volé      | Conçu pour la mission Apollo 19, annulée en septembre 1970 ; - jamais achevé |              |
| LM-15 |            | N'a pas volé    | N'a pas volé      | Prévu pour la mission Apollo 20, annulée en janvier 1970 ; - détruit |              |
| * Pour la localisation des modules lunaires restés sur la Lune, se reporter à la Liste des objets artificiels sur la Lune. |            |                 |                   | |              |

## Maquettes ou modules utilisés pour les tests
| Numéro de série | Nom                            | Utilisation | Date de lancement | Informations/localisation                                                      | Image |
| --------------- | ------------------------------ | --- | ----------------- | ------------------------------------------------------------------------------ | ----- |
| LTA-1           |                                | N'a pas volé |                   | Musée du berceau de l'aviation (en) Garden City (New York)                     |       |
| LTA-10R         |                                | Apollo 4 | 9 novembre 1967   | Maquette lancée par Saturn V ; - détruite dans l'atmosphère en fin de mission  |       |
| LTA-2R          |                                | Apollo 6 | 4 avril 1968      | Maquette lancée par Saturn V ; - détruite dans l'atmosphère en fin de mission  |       |
| LTA-3A          |                                | N'a pas volé |                   | Kansas Cosmosphere and Space Center Hutchinson, Kansas                         |       |
| LTA-3DR         |                                | N'a pas volé |                   | étage de descente seulement : Franklin Institute Philadelphie, Pennsylvanie    |       |
| LTA-5D          |                                | N'a pas volé |                   | White Sands Test Facility Las Cruces, Nouveau-Mexique.                         |       |
| LTA-8A,         | Lunar Module Test Article no.8 | Essai en chambre à vide thermique (en) du 27 mai au 1er juin 1968 par l'astronaute James Irwin et l'ingénieur Gerald Gibbons. |                   | Space Center Houston Texas                                                     |       |
| MSC-16          |                                | N'a pas volé |                   | étage de remontée seulement : Museum of Science and Industry Chicago, Illinois |       |
| TM-5            |                                | N'a pas volé |                   | Museum of Life and Science Durham, Caroline du Nord                            |       |